# Halcyon senegaloides
El alción de manglar (Halcyon senegaloides) es una especie de ave coraciforme de la familia Halcyonidae que vive en las costas del este de África

## Distribución y hábitat
Se extiende por las selvas costeras y manglares desde el sur de Somalia hasta Sudáfrica.